# Liste der Dekane des Aachener Marienstifts
Die Liste der Dekane des Aachener Marienstifts nennt die bisher bekannten Dekane des Marienstiftes Aachen zusammen mit ihrer jeweiligen Amtszeit. Die Übersicht ist unvollständig. 

## Liste
- Hezelo (vor 1076/80, 1108–1134)
- Hugo (um 1076/80)
- Wirich (nach 1134?)
- Winrich (1140)
- Richer (1152–1167)
- Stephan (1179)
- Stephan (vor oder nach 1179)
- Konrad (1191–1193)
- Th(eoderich) (1197)
- Winand (1208–1217)
- Johann von Xanten (1222–1223)
- Sibodo (1224?–1238)
- Theoderich Puls (1238–1244)
- Garsilius (1244 – vor 1273)
- Reimar (1273–1278)
- Wolfram (1279–1282)
- Gottfried von Roermond (1283–1313)
- Garsilius von Müllenark (1314–1316)
- Arnold von Frankenberg (1317–1331)
- Hermann Blanckard (1332–1360)
- Eblo von Rodenburg (1360–1363)
- Rembold von Vlodrop (1365–1370/vor 1372)
- Gottfried von Bongart (1372–1398)
- Gottfried von Vlodrop (1398–1416)
- Heinrich von Imbermonte (1419–1433)
- Emond von Malberg (1433–1461)
- Johannes von Bongart (1462–1466)
- Peter Wimmers (1466–1491)
- Wimmar Wimmers (1491–1520)
- Johannes von Schönrath (1520–1541)
- Johannes Pollart (1541–1554)
- Gerhard von Groesbeek (1554–1569)
- Robert von Wachtendonk (1569–1579)
- Franz Voss (1579–1590)
- Johann von Tomberg gen. Wormbs (1590–1612)
- Heinrich Strauven (1612–1626)
- Heinrich Theobald v. Eynatten (1626–1656)
- Johann von Goltstein (1656–1658)
- Wilhelm von Langenacker (1658–1667)
- Walram von Gulpen aus Wodémont (1668–1674)
- Hubert Thomas de Fraipont (1674–1682)
- Johannes van der Linden (1682–1686)
- Johann Baptist Bierens (1686–1690)
- Adrian Karl van Draeck aus Teuven (1690–1715)
- Johann Wilhelm von Colyn (1715–1723)
- Friedrich Wilhelm van Wylre (1723–1738)
- Ludwig Johann Albert Graf von Schellart aus Gürzenich (1735–1745)
- Wilhelm Raymund Lamorald Joseph Baron von Bierens (1745–1787)
- Konrad Hermann Cardoll (1787–1802)